# パヴェウ・オルコフスキ
パヴェウ・オルコフスキ（Paweł Olkowski 、1990年2月13日 - ）は、ポーランド・オポーレ県オジミエク出身のプロサッカー選手。ポーランド代表。ガズィアンテプBB所属。ポジションは、ディフェンダー。

## クラブ経歴
2010年7月、GKSカトヴィツェにレンタルで加入。
2011年7月、グールニク・ザブジェと3年契約を結んだ。
2014年7月1日、1.FCケルンにフリーで加入。
2018年7月10日、チャンピオンシップのボルトン・ワンダラーズFCと2年契約を結んだ。
2019年7月、ガズィアンテプBBへ移籍。

## 代表
U19年代からポーランド代表に選出されている。
2013年11月15日、サッカースロバキア代表との親善試合でA代表初キャップ。試合には0-2で敗れた。